# Zapasy na Letnich Igrzyskach Olimpijskich 1984
Zapasy na Letnich Igrzyskach Olimpijskich 1984 w Los Angeles zostały rozegrane w dniach od 30 lipca do 11 sierpnia. Zawodnicy startowali w 20 kategoriach wagowych i dwóch stylach – wolnym i klasycznym. Startowali tylko mężczyźni. W tabeli medalowej tryumfowali gospodarze igrzysk. Zawody odbyły się w hali Anaheim Convention Center w Anaheim. 

## Medaliści zawodów

### Styl wolny
| Kat. wagowa |                   |                    |                   |
| ----------- | ----------------- | ------------------ | ----------------- |
| (- 48 kg)   | Bobby Weaver      | Takashi Irie       | Son Gap-do        |
| (- 52 kg)   | Szaban Trstena    | Kim Jong-gyu       | Yūji Takada       |
| (- 57 kg)   | Hideaki Tomiyama  | Barry Davis        | Kim Ui-gon        |
| (- 62 kg)   | Randall Lewis     | Kōsei Akaishi      | Lee Jeong-geun    |
| (- 68 kg)   | Yu In-tak         | Andrew Rein        | Jukka Rauhala     |
| (- 74 kg)   | David Schultz     | Martin Knosp       | Šaban Sejdi       |
| (- 82 kg)   | Mark Schultz      | Hideyuki Nagashima | Christopher Rinke |
| (- 90 kg)   | Ed Banach         | Akira Ōta          | Noel Loban        |
| (- 100 kg)  | Lou Banach        | Joseph Atiyeh      | Vasile Pușcașu    |
| (+ 100 kg)  | Bruce Baumgartner | Robert Molle       | Ayhan Taşkın      |

### Styl klasyczny
| Kat. wagowa |                     |                     |                  |
| ----------- | ------------------- | ------------------- | ---------------- |
| (- 48 kg)   | Vincenzo Maenza     | Markus Scherer      | Ikuzo Saito      |
| (- 52 kg)   | Atsuji Miyahara     | Daniel Aceves       | Bang Dae-du      |
| (- 57 kg)   | Pasquale Passarelli | Masaki Etō          | Bambis Cholidis  |
| (- 62 kg)   | Kim Won-gi          | Kent-Olle Johansson | Hugo Dietsche    |
| (- 68 kg)   | Vlado Lisjak        | Tapio Sipilä        | James Martinez   |
| (- 74 kg)   | Jouko Salomäki      | Roger Tallroth      | Ștefan Rusu      |
| (- 82 kg)   | Ion Draica          | Dimitrios Tanopulos | Sören Claeson    |
| (- 90 kg)   | Steve Fraser        | Ilie Matei          | Frank Andersson  |
| (- 100 kg)  | Vasile Andrei       | Greg Gibson         | Jožef Tertei     |
| (+ 100 kg)  | Jeff Blatnick       | Refik Memišević     | Victor Dolipschi |

## Tabela medalowa zawodów
| Poz. | Państwo           |   |   |   | Łącznie |
| ---- | ----------------- | - | - | - | ------- |
| 1    | Stany Zjednoczone | 9 | 3 | 1 | 13      |
| 2    | Japonia           | 2 | 5 | 2 | 9       |
| 3    | Korea Południowa  | 2 | 1 | 4 | 7       |
| 4    | Rumunia           | 2 | 1 | 3 | 6       |
| 5    | Jugosławia        | 2 | 1 | 2 | 5       |
| 6    | RFN               | 1 | 2 | 0 | 3       |
| 7    | Finlandia         | 1 | 1 | 1 | 3       |
| 8    | Włochy            | 1 | 0 | 0 | 1       |
| 9    | Szwecja           | 0 | 2 | 2 | 4       |
| 10   | Kanada            | 0 | 1 | 1 | 2       |
| 10   | Grecja            | 0 | 1 | 1 | 2       |
| 12   | Meksyk            | 0 | 1 | 0 | 1       |
| 12   | Syria             | 0 | 1 | 0 | 1       |
| 14   | Wielka Brytania   | 0 | 0 | 1 | 1       |
| 14   | Szwajcaria        | 0 | 0 | 1 | 1       |
| 14   | Turcja            | 0 | 0 | 1 | 1       |